# Contra-expertise (verzekering)
Contra-expertise betekent letterlijk expertise van de tegenpartij, in de verzekeringsindustrie heeft het vooral de betekenis van "tweede mening"" of "second opinion" namens de gedupeerde verzekerde..
In geval van een geclaimde schade op een schadeverzekering heeft de verzekeringsmaatschappij vier mogelijkheden:
1. de verzekeraar kan, bijvoorbeeld vanwege het ongedekt zijn van de schade of het niet juist betalen van de premie(achterstand), direct de dekking ontzeggen;
2. ze kan direct tot uitkering overgaan; er vindt alleen bureauwerk plaats;
3. ze kan een schade-expert vanuit haar eigen bedrijf inschakelen om de schadeafwikkeling te begeleiden;
4. ze kan een onafhankelijk expert of expertisebureau inschakelen om de schadeafwikkeling te verzorgen.

In al deze gevallen wordt de schade veelal toch vastgesteld door een eigen medewerker of een door de verzekeringsmaatschappij ingeschakelde en betaalde schade-expert van een schadebureau. Deze persoon is getraind in- en ervaren met het schaderegelingsproces en zal namens de schadeverzekeraar de geleden schadeomvang vaststellen. Dit zorgt voor 3 nadelen in het schaderegelingsproces:
1. Volgens de Wet is het in beginsel de verzekerde die de schadeomvang moet stellen en bewijzen. Dat systeem wordt verlaten;
2. Gebrek aan equality of arms;
3. Schijn van partijdigheid.

## Equality of arms
Een verzekerde heeft meestal geen ervaring met schaderegeling, de polisvoorwaarden zijn veelal onbekend en voor een onervaren gedupeerde lastig uit te leggen en toe te passen. De voorgedrukte polisvoorwaarden zijn in algemene bewoordingen gesteld en zelden exact toegesneden op de verzekerde overkomen schade. Hierdoor is het voor de verzekerde moeilijk om het oordeel van de verzekeringsexpert te controleren.
Om ervoor te zorgen dat een verzekerde zeker is van een gelijkwaardig en eerlijk proces (equality of arms) is het in de wet en in de polisvoorwaarden bepaald dat men zich altijd mag laten bijstaan door een eigen expert. Een verzekerde is vrij in zijn keuze van een eigen expert, zo kan hij kiezen voor een door hem vertrouwde specialist. Deze expert wordt ook wel 'contra-expert' of eigen-deskundige genoemd. De keuze van een contra-expert dient bedachtzaam te worden genomen
Deze contra-expert staat de verzekerde bij met het vaststellen van de oorzaak van de schade, de vaststelling van de schadeomvang, en advisering en ondersteuning tijdens de hele schaderegeling. In het geval van natuurlijke personen, die niet handelen uit naam van een bedrijf, worden de redelijke kosten van deze vorm van hulp betaald door de verzekeraar (vergelijk art. 6:96 lid 2 BW, art. 7:959 BW samen met art. 7:963 BW).

## Partijdigheid
De verzekeringsmaatschappij zal rechtstreeks of door het inschakelen een schade-expert de schade willen vaststellen. Als dit zonder een eigen contra-expert plaatsvindt, kan er een zweem van partijdigheid boven de afwikkeling hangen. De medewerker van de verzekeringsmaatschappij of de soms extern ingehuurde schade-experts worden betaald door de verzekeringsmaatschappij. Om de zweem van partijdigheid te neutraliseren kan een contra-expert van een onafhankelijke expertisebureau worden gekozen. Een expertisebureau kan pas onafhankelijk zijn wanneer er geen banden zijn met verzekeraars en de daaronder liggende belangenorganisaties. Een contra-expert zorgt ervoor dat de belangen van de gedupeerde meer naar voren worden gebracht.

## Contra-expert vs. schade-expert
Daar waar de schade-expert uitsluitend bezig is met het vaststellen van de schade ten dienste van een verzekeraar, behandelt een contra-expert elk onderdeel van een schadeclaim ten dienste van een gedupeerde: dat betekent onderzoek naar de oorzaak en toedracht van de brand en het vaststellen van de schadeomvang. Maar ook praktische zaken als hulp bij het samenstellen van lijsten van beschadigde zaken en het bewijs van het eigendom of bezit.
Aangezien een schade-expert ten dienste van een verzekeraar werkt, is het lastig om een schade werkelijk onafhankelijk te inventariseren. Een contra-expert werkt voor een expertisebureau, vaak zonder banden met verzekeraars, en kan daarom wél een schade onafhankelijk inventariseren. Dit kan een aanzienlijk verschil aantonen tussen beide schaderapportages.

## Keuzevrijheid
Een verzekerde heeft altijd alle vrijheid om te kiezen voor welke man/vrouw of bureau hij kiest. Bij deze keuze kan men rekening houden met een aantal factoren. Er zijn bureaus die zowel expertises uitvoeren voor de verzekeringsmaatschappij maar daarnaast ook voor verzekerden. Er zijn experts die wel of niet zijn ingeschreven als register-expert bij het NIVRE. Het verplichten van een NIVRE-lidmaatschap in de verzekeringsvoorwaarden, om zodoende een vorm van selectie te kunnen toepassen door verzekeraars werd in 2020 door het Gerechtshof te Den Haag verboden. De Hoge Raad bevestigde dat oordeel in 2022. Er zijn zzp'ers en er zijn bureaus met meerdere contra-experts in dienst op verschillende vakinhoudelijke deelgebieden.
Een verzekerde heeft ook altijd de vrijheid om direct na de schade een contra-expertise/eigen expert in te schakelen. Er wordt wel eens beweerd dat er eerst een conflict moet zijn. Dit is niet het geval. Sterker nog de eigen expert kan juist zorgen dat er geen conflict ontstaat. Dit doordat hij/zij dezelfde 'taal' als de expert van de verzekeringsmaatschappij spreekt. Daarnaast zorgt een contra-expert vanaf het eerste moment na de schade voor de juiste informatie, argumenten en keuzes. Hierdoor kan het minder snel mis lopen. Er moeten juist aan het begin van een schadeclaim belangrijke keuzes worden gemaakt die later niet altijd eenvoudig zijn terug te draaien. Hoe sneller een contra-expert, hoe beter.
Contra-expertise kan echter ook worden ingeschakeld op het moment dat de schaderegeling de verzekerde "boven het hoofd dreigt te groeien", wat met name bij grotere schades het geval zal zijn. Een contra-expert ontzorgt dan in feite de verzekerde partij door het overleg over de schaderegeling - uiteraard altijd in overleg met de verzekerde partij zelf - over te nemen of te begeleiden.
Ook vanuit de zorgplicht adviseren assurantietussenpersonen steeds vaker aan hun klanten om na een schade gebruik te maken van hun recht op een contra-expert.

## Akte van taxatie
Als de experts gezamenlijk de hoogte van de schade, de kosten en overige belangrijke zaken hebben vastgesteld dan maken zij een akte van taxatie. In deze akte leggen ze de bedragen vast en ondertekenen dit document. Hierna is de schade officieel vastgesteld en afgerond. De verzekeringsmaatschappij zal dan het rapport van hun expert en akte van taxatie beoordelen. Indien er dekking is zullen ze overgaan tot uitkering volgens de polisvoorwaarden.
Als de experts niet tot een vergelijk kunnen komen dan zal een derde expert(arbiter) een oordeel vellen. Deze persoon dient zijn vaststelling tussen het bedrag van de verzekeringsexpert en het bedrag van de contra-expert te doen.